# Hoshishima Nirō

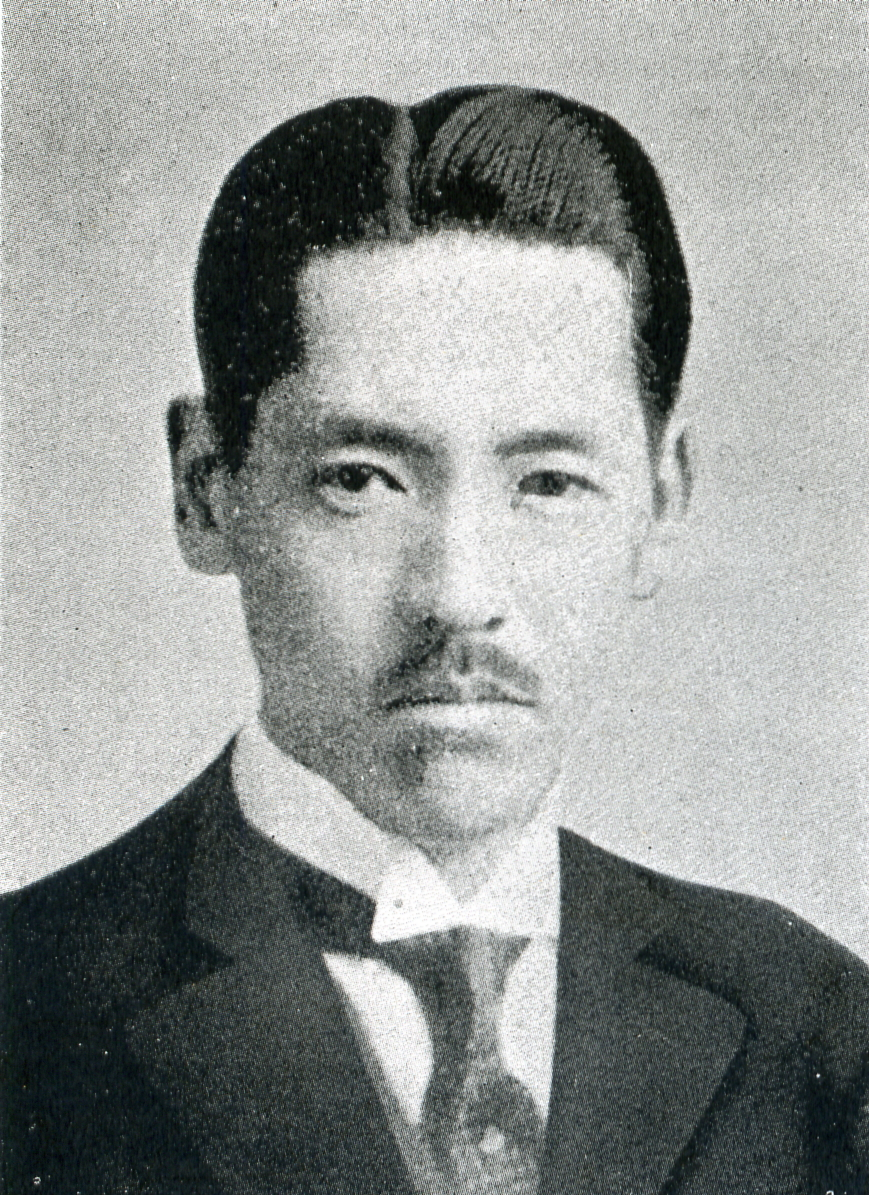
Hoshishima Nirō

Hoshishima Nirō (japanisch 星島 二郎; geboren 6. November 1887 in der Präfektur Okayama; gestorben 3. Januar 1980) war ein japanischer Rechtsanwalt und Politiker.

## Leben und Wirken
Hoshishima Nirō wurde als zweiter Sohn eines Großgrundbesitzers in der Präfektur Okayama geboren. 1917 machte er seinen Studienabschluss im Fach Deutsche Gesetzgebung. Er arbeitete dann als Sekretär des Politikers Inukai Tsuyoshi, der aus derselben Gegend stammte. Nach seiner Tätigkeit als Rechtsanwalt wurde er 1920 erstmals in das Repräsentantenhaus des Reichstags gewählt. Er war aktiv im Wahlkampf zum Reichstag und bekämpfte die Verabschiedung des Gesetzes zur Aufrechterhaltung der öffentlichen Sicherheit.
Hoshishima schloss sich der politischen Vereinigung „Seiyūka“ (政友会) an. Er arbeitete für Hirota Kōki, Ratgeber des Kabinetts in Eisenbahnfragen, dann für Yonai Mitsumasa, den stellvertretenden Justizminister, und für weitere Politiker. Während des Pazifikkrieges bildete er die Vereinigung „Dōkōkai“ (同交会) mit Hatoyama Ichirō und anderen und wurde trotz Gegnerschaft zur „Imperial Rule Assistance Political Association“ (翼賛政治会, Yokusan seijikai), gewählt. Er bekämpfte Premierminister Tōjō Hideki und sein Kabinett. 
Nach der Niederlage 1945 beteiligte Hoshishima sich an der Gründung der Liberalen Partei und wurde der erste Minister für Handel und Industrie im 1. Kabinett Yoshida. 1951 leitete er die Delegation zu den Verhandlungen zum Friedensvertrag von San Francisco. Er beteiligte sich 1954 an der Gründung der Demokratischen Partei Japans. 1958 wurde er als Nachfolger von Masutani Shūji Vorsitzender des Repräsentantenhauses.
Hoshishima gewann in seinem Leben 17 aufeinanderfolgende Wahlen bis zur 30. Wahlperiode 1963. Er war 46,5 Jahre Mitglied des Reichstags.